# A46高速公路
'
A46高速公路是法国的一条高速公路，全长62千米，于1992年建成通车。A46始于昂斯，终于日沃尔，与A7和A47相连。该高速还与A432、A42和A43三条高速相连。